# Joaquín Montecinos
Joaquín Alberto Montecinos Naranjo (ur. 7 grudnia 1995 w Barranquilli) – chilijski piłkarz występujący na pozycji prawego skrzydłowego, reprezentant Chile, od 2024 roku zawodnik O’Higgins.
Jest synem Cristiána Montecinosa, również piłkarza.